# Rowan Blanchard

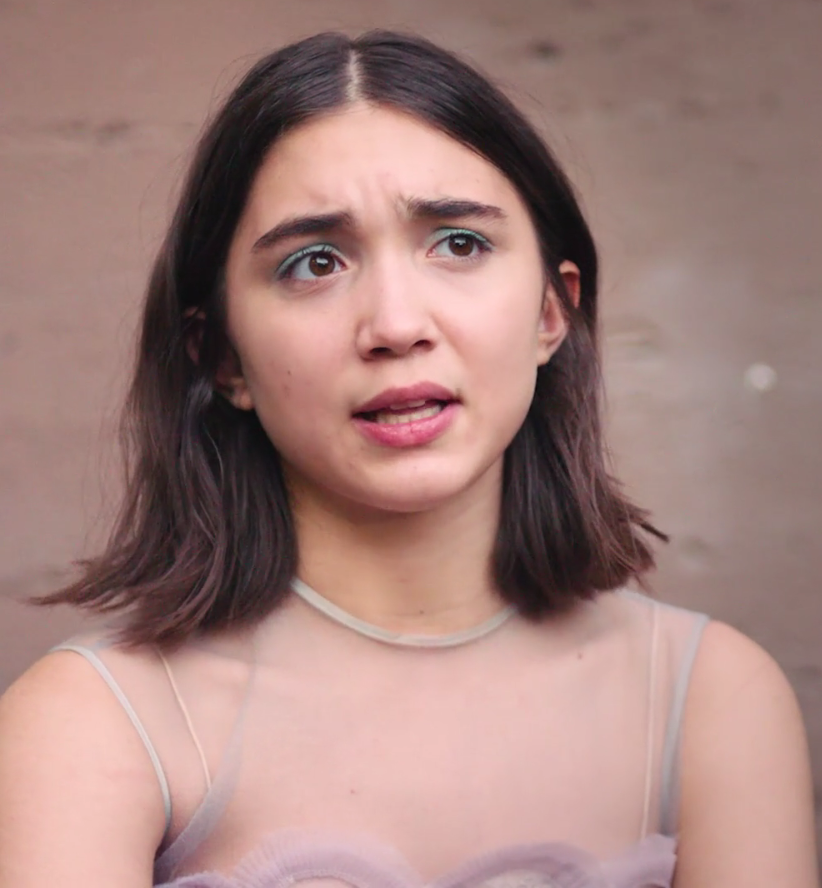
Rowan Blanchard (2017)

Rowan Blanchard (* 14. Oktober 2001 in Los Angeles, Kalifornien) ist eine US-amerikanische Schauspielerin.

## Karriere
Rowan Blanchard wurde im Oktober 2001 im kalifornischen Los Angeles geboren. Nach einer kleinen Nebenrolle in der Filmkomödie Plan B für die Liebe (2010) spielte sie 2011 als Rebecca Wilson in Robert Rodriguez’ Actionfilm Spy Kids – Alle Zeit der Welt neben Alexa Vega ihre erste größere Rolle. Dafür wurde sie bei den Young Artist Awards 2012 als Beste Schauspielerin in einem Spielfilm – zehn Jahre oder jünger nominiert. Von 2014 bis 2017 spielte sie Riley Matthews in der Fernsehserie Das Leben und Riley. Die Serie ist die Fortsetzung der ABC-Serie Das Leben und Ich, die von 1993 bis 2000 lief, und erzählt die Geschichte von Cory Matthews’ (Ben Savage) und Topanga Lawrences (Danielle Fishel) 13-jähriger Tochter (Blanchard) und ihrer Freundin Maya (Sabrina Carpenter), wie sie zusammen die siebte Klasse besuchen.

## Filmografie
- 2010: Plan B für die Liebe (The Back-Up Plan)
- 2010: Dance-A-Lot Robot (Fernsehserie)
- 2011: Little in Common (Fernsehfilm)
- 2011: Spy Kids – Alle Zeit der Welt (Spy Kids: All the Time in the World)
- 2014–2017: Das Leben und Riley (Girl Meets World, Fernsehserie)
- 2015: Überraschend unsichtbar (Invisible Sister, Fernsehfilm)
- 2017–2018: Die Goldbergs (The Goldbergs, Fernsehserie)
- 2018: Das Zeiträtsel (A Wrinkle in Time)
- 2018–2019: Splitting Up Together (Fernsehserie)
- 2019: A World Away
- 2020–2024: Snowpiercer (Fernsehserie)
- 2022: Crush
- 2023: Poker Face (Fernsehserie)